# Buddelundiella cataractae
Buddelundiella cataractae är en kräftdjursart som beskrevs av Karl Wilhelm Verhoeff 1930. Buddelundiella cataractae ingår i släktet Buddelundiella och familjen Buddelundiellidae. Det är osäkert om arten förekommer i Sverige. Inga underarter finns listade i Catalogue of Life.